# Oratorienchor Ulm
Der Oratorienchor Ulm ist ein 1890 in Ulm als unabhängiger Verein gegründeter, mit Laien besetzter gemischter Konzertchor, der Werke der Chormusik einstudiert und aufführt. Zum Repertoire gehören neben der klassischen Kirchenmusik auch weltliche Oratorien. Mit neun Uraufführungen gehören auch zeitgenössische Chorwerke zu den Schwerpunkten. Der aus ca. 120 Sängerinnen und Sängern bestehende Chor arbeitet mit Berufsorchestern und professionellen Solisten zusammen. Der Verein wurde hauptsächlich durch sechs Organisten und Kantoren des Ulmer Münsters geprägt, die nacheinander das Amt des Dirigenten übernahmen.

## Geschichte

### Kulturhistorischer Hintergrund und Anfänge
Die Gründung geht zurück auf die Chorbewegungen des 19. Jahrhunderts, die ihren Ursprung in der 1791 gegründeten Sing-Akademie zu Berlin hatten. Diese frühen gemischten Chöre waren ein Ausdruck der bürgerlichen Aufklärung, die die gleichberechtigte Teilnahme von Frauen und Männern in einem Chor erst möglich machte. Charakteristisch war der Zusammenschluss einer hohen Zahl von singenden Laien aus freiem Antrieb ohne Bindungen zu fürstlichen Kantoreien oder kirchlichen Kapellen. Die Laienorchester traten jedoch im Vergleich zum 18. Jahrhundert in der Bedeutung zurück, so dass insbesondere die großen Chöre mit Orchestern aus Berufsmusikern zusammenarbeiteten. Die Chorbewegung führte zu einem deutlichen Rückgang der Berufschöre, die mit sehr viel weniger Sängern besetzt waren.
Der 1847 von dem Komponisten Immanuel Faißt in Stuttgart mitgegründete und bis 1891 geleitete Verein für klassische Kirchenmusik war der erste dieser der Chorbewegung entspringenden Vereine mit kirchenmusikalischer Ausrichtung in Württemberg. Seine Aufführungen gelten als mustergültig für die damalige Zeit. Wilhelm Speidel gründete während seiner Zeit als Dirigent der Liedertafel in Ulm um 1854 nach dem Stuttgarter Vorbild einen Ulmer Verein für klassische Kirchenmusik, der als Vorgänger des späteren Oratorienchors gesehen wird. Dieser schlief jedoch ein, als Speidel 1857 nach Stuttgart ging, wo er zusammen mit Sigmund Lebert, Faißt und weiteren Musikern die Stuttgarter Musikschule gründete. Die Tradition der Aufführung größerer geistlicher Chorwerke wurde jedoch von dem Organisten des Ulmer Münsters, Johann Friedrich Dieffenbacher, bis zu seinem Tod 1882 fortgesetzt.

### Entwicklung ab 1890

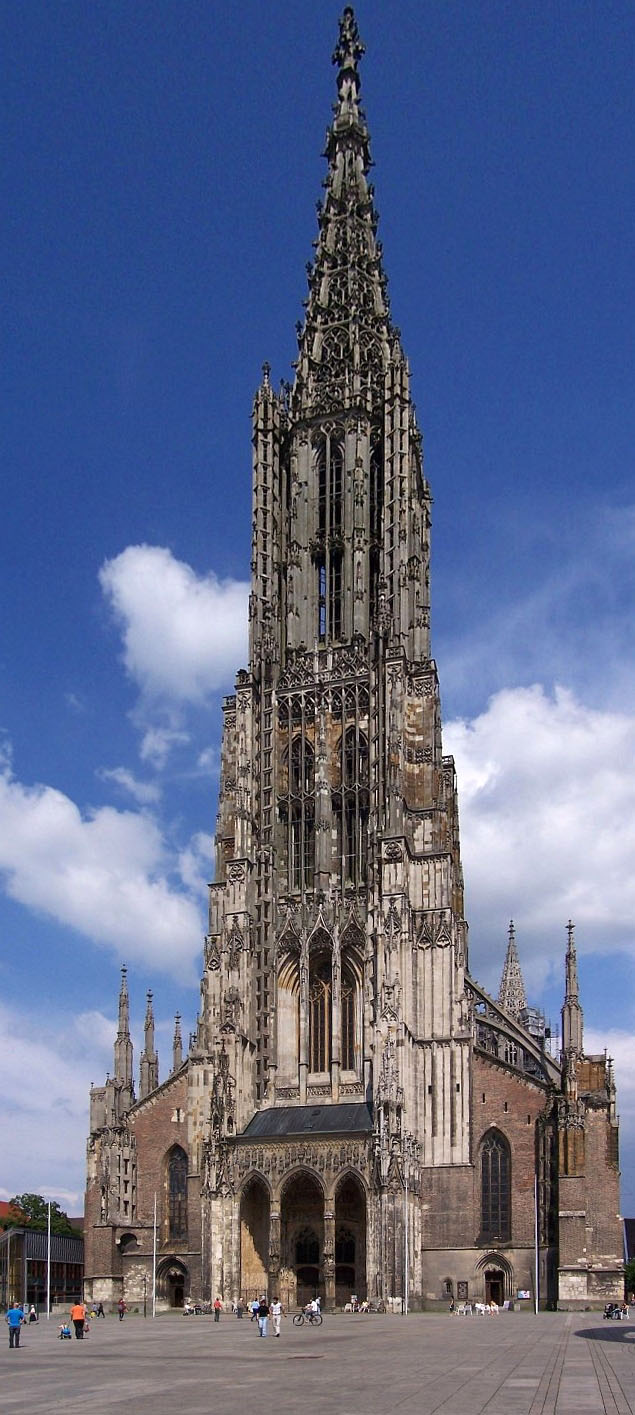
Die Gründung des Vereins geht zurück auf die Feierlichkeiten anlässlich der Fertigstellung des Münsterturms.

Ein Neubeginn ergab sich durch den 1889 zum Münsterorganisten berufenen Johannes Graf, der einen Chor aus 320 Sängerinnen und Sängern zusammenstellte, der zur Feier der Fertigstellung des Münsterturms am 29. Juni 1890 das romantische Oratorium Elias von Felix Mendelssohn Bartholdy mit großem Erfolg aufführte. Johannes Graf, der bereits in seiner Heilbronner Zeit an der Kilianskirche einen Oratorienverein gegründet hatte, empfahl im Anschluss die Neugründung eines Ulmer Vereins für klassische Kirchenmusik. Dieser Vorschlag führte zur Gründung des Vereins unter diesem Namen noch im Dezember 1890 mit Karl Weitzel, dem Rektor der höheren Mädchenschule, als erstem Vorsitzenden. Am 14. Dezember 1890 erfolgte die erste Aufführung mit der Kantate Bleib bei uns, denn es will Abend werden von Johann Sebastian Bach und der Vertonung des 100. Psalms von Georg Friedrich Händel in der Ulmer Dreifaltigkeitskirche.

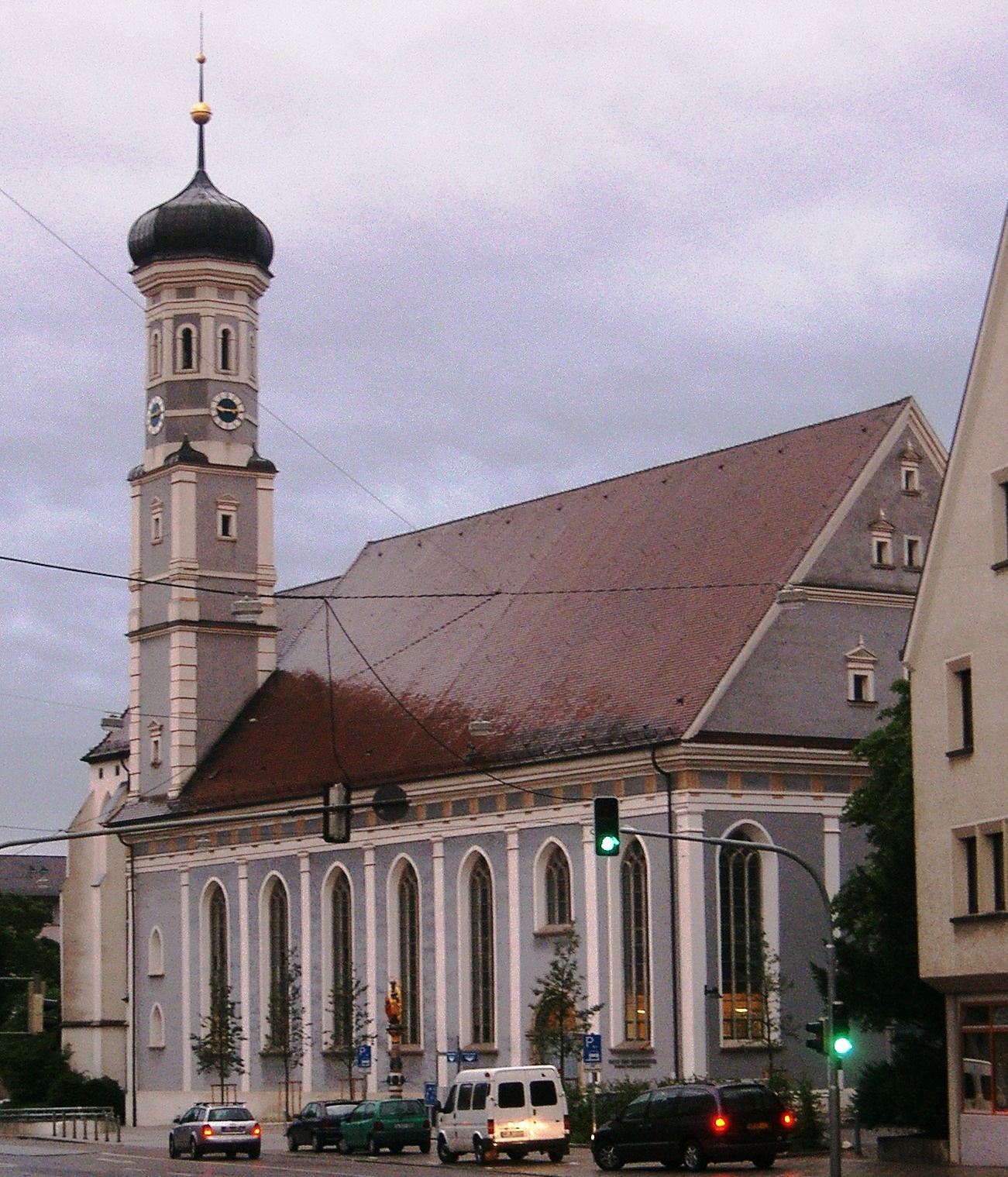
Vor 1945 fanden die Aufführungen überwiegend in der Dreifaltigkeitskirche statt.

Nachdem Johannes Graf seit dem Jahr 1916 wegen eines Schlaganfalls seine Tätigkeit als Chorleiter nicht fortsetzen konnte und Eugen Breining, der Organist der Dreifaltigkeitskirche, dieses Amt stellvertretend übernahm, konnte 1919 mit Fritz Hayn ein Nachfolger gewonnen werden. Fritz Hayn, der seit 1912 Dirigent der Ulmer Liedertafel war, vereinigte in einer Aufführung des deutschen Requiems von Johannes Brahms zum Gedenken der Toten des Krieges beide Chöre und setzte damit eine Tradition der Zusammenarbeit der Chöre fort, die 1893 noch unter Johannes Graf mit der Aufführung der Jahreszeiten von Joseph Haydn begonnen hatte. Nachdem 1923 Fritz Hayn auch noch das Amt des Münsterorganisten übernommen hatte, wurde er bis zu seiner Pensionierung im Jahr 1956 zur prägenden Figur des Ulmer Musiklebens.
Während der Zeit des Nationalsozialismus wurden die Freiräume eingeschränkt, nachdem das Konzertwesen weitgehend in die Kontrolle der Gemeinschaft Kraft durch Freude fiel und die Leitung der Konzerte mit dem Städtischen Musikdirektor Karl Hauff geteilt werden musste. Auf die Initiative des damaligen Ulmer Oberbürgermeisters Friedrich Foerster wurde eine Städtische Chorvereinigung gegründet. Nachdem zugesagt wurde, dass die musikalische Leitung bei Hayn bleiben würde, trat der Verein dieser Vereinigung bei und verzichtete auf eine selbständige Tätigkeit. Am 6. Dezember 1937 erfolgte im Rahmen dieser Vereinigung die Aufführung des Chorwerks Segen der Erde von Hermann Grabner. Danach war die Aufführung zweier Chorwerke vorgesehen, der Schöpfung von Haydn unter der Leitung von Hauff und des deutschen Requiems von Brahms unter der Leitung von Hayn. Im Februar 1938 veranlasste der Oberbürgermeister Foerster die Einstellung der Proben unter Hayn für das deutsche Requiem. Dies führte zum Fernbleiben vieler Chormitglieder aus Protest, so dass die Städtische Chorvereinigung aufgelöst wurde und der Verein im Herbst 1938 wieder seine selbständige Tätigkeit mit der Aufführung des deutschen Requiems fortsetzte.
Nachdem Karl Neufischer 1939 den Vorsitz des Vereins übernommen hatte, erfolgte die Umbenennung des Vereins zum Oratorienchor Ulm, da das Repertoire deutlich mehr als nur das Feld der klassischen Kirchenmusik umfasste. Der erste öffentliche Auftritt unter dem neuen Namen erfolgte am 14. Januar 1940 mit den Jahreszeiten von Haydn. Da der Verein sich konsequent weigerte, bei nationalsozialistischen Veranstaltungen zu singen, wurden die städtischen Zuschüsse gestrichen, wodurch der Verein in finanzielle Schwierigkeiten geriet. Dennoch gelangen im Jubiläumsjahr zum fünfzigjährigen Bestehen noch zwei weitere Aufführungen durch eine erfolgreiche Spendenaktion. Die zum Karfreitag 1943 geplante Aufführung der Johannes-Passion von Bach wurde von der NSDAP für „unerwünscht“ erklärt. Im Mai 1944 kam unter der Leitung von Hubert Reichert, der den einberufenen Hayn vertrat, mit dem Messias von Händel die letzte Aufführung vor dem Kriegsende zustande. Die weitere Probenarbeit kam durch die Belegung aller Räumlichkeiten durch das Militär und insbesondere durch den verheerenden Bombenangriff am 17. Dezember 1944 zum Erliegen.

### Nach dem Zweiten Weltkrieg
Die nach dem Krieg beginnende Arbeit wurde durch die weitgehende Zerstörung der Stadt und die Verhandlungen mit der amerikanischen Militärregierung behindert, die darauf bestand, dass alle Beteiligten zunächst politisch überprüft werden mussten. Die ersten Aufführungen erfolgten mit dem Requiem von Mozart 1946 in der Martin-Luther-Kirche und Brahms Requiem am 6. Juli 1947 im Ulmer Münster.

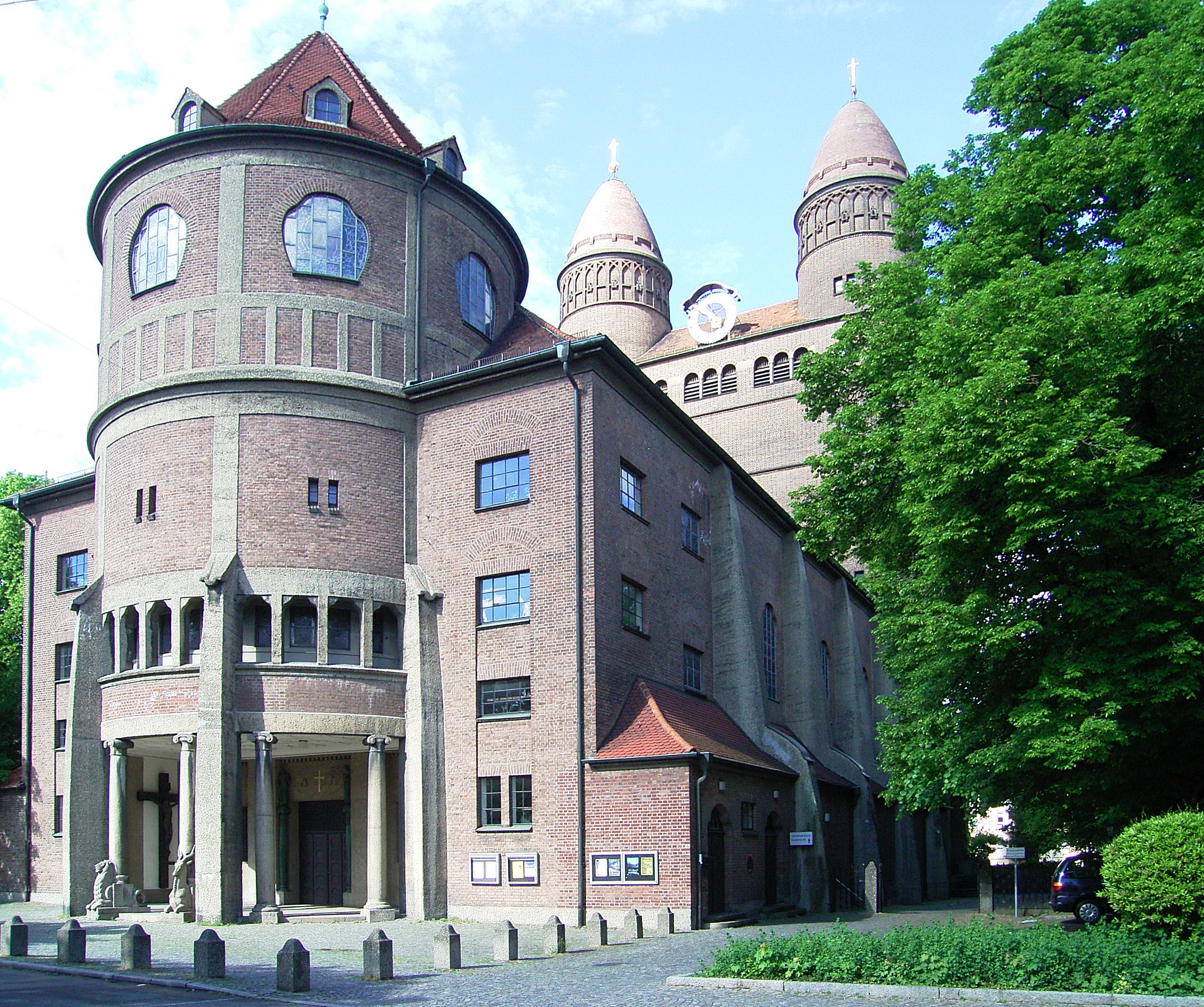
Seit 1970 finden die Aufführungen primär in der 1910 fertiggestellten Pauluskirche statt.

Fritz Hayn schloss seine Tätigkeit als Dirigent mit der Aufführung des Ave verum und des Requiems von Mozart am Karfreitag 1956 ab, wonach Hans Jakob Haller seine Nachfolge antrat. Unter seiner Zeit wurde das Repertoire deutlich vergrößert. So wurden in rascher Folge Händels Dettinger Te Deum, Bruckners Messe in e-Moll, Mozarts Große Messe in c-Moll, die Kantaten IV bis VI des Bachschen Weihnachtsoratoriums und das Stabat Mater von Dvořák aufgeführt. Mit den Uraufführungen der Symphonischen Kantate von Rudolf Mors im Jahr 1963 und der symphonischen Kantate Ein jegliches Ding hat seine Zeit von Hans Chemin-Petit im Jahr 1967 kamen auch zeitgenössische Werke zum Zuge. Beginnend mit der Aufführung des Weihnachtsoratoriums von Bach am 29. November 1970 verlegte der Verein die Konzerte in die Pauluskirche, die eine bessere Akustik bot. Die Dienstzeit Hallers wurde am 12. Dezember 1971 abgeschlossen mit Mozarts Vesperae und Bachs Magnificat.
Als Nachfolger bewarben sich 1972 Albrecht Haupt, Kantor an der Martin-Luther-Kirche, und der neugewählte Münsterkantor Edgar Rabsch. Haupt führte in Zusammenarbeit mit der Ulmer Kantorei die Matthäus-Passion von Bach am Palmsonntag auf, während Rabsch das am Totensonntag aufgeführte Requiem von Brahms einstudierte. Im Dezember 1972 wählte der Verein Rabsch zum Nachfolger von Haller. Rabsch wandte sich noch stärker als seine Vorgänger der zeitgenössischen Musik zu. So wurden zum Sommerkonzert 1974 die Missa Brevis und das Te Deum von Zoltán Kodály und zum Palmsonntag 1975 das Werk Introitus, Choral und Fuge über ein Thema von Bruckner von Johann Nepomuk David der Messe Nr. 3 in f-Moll von Bruckner vorangestellt. Dem schloss sich am 26. Juni 1976 mit der Psalmkantate Halleluja von Chemin-Petit eine weitere Uraufführung an. 1977 gab es aus Anlass der 600-Jahr-Feier der Grundsteinlegung des Ulmer Münsters neben der Erstaufführung der Psalmensinfonie von Strawinsky zwei Uraufführungen mit den Kantaten Die Hütte Gottes von Karl Michael Komma und Wie freundlich sind deine Wohnungen von Edgar Rabsch.
Zusammen mit dem Schwäbischen Symphonie-Orchester Reutlingen wurde 1980 zu Beginn des 90-jährigen Jubiläums die Symphonie Mathis der Maler von Paul Hindemith und Bruckners Messe in f-Moll aufgeführt. Am 5. Oktober 1980 wurde im Rahmen des Festakts die von Edgar Rabsch komponierte Kantate Leihe Gunst mir, Gott uraufgeführt. 1984 ergab sich eine Zusammenarbeit mit dem Ulmer Theater mit der Aufführung des Werks Das Buch mit sieben Siegeln von Franz Schmidt, die mit der Mitwirkung an Beethovens Missa solemnis am 30. September 1986 und der 2. Sinfonie in c-Moll von Gustav Mahler fortgesetzt wurde.
Nur kurz nach der Wiederaufführung des Elias von Mendelssohn-Bartholdy am 2. Juni 1990 zum 100-jährigen Jubiläum verstarb Edgar Rabsch am 17. Juli. Nachdem Mathias Husmann zwischenzeitlich als Dirigent einsprang, wählte der Verein 1992 mit Friedrich Fröschle einen weiteren Münsterkantor zu seinem neuen Dirigenten. Unter Fröschle wurde zunächst am 12. April 1992 die Matthäus-Passion von Bach aufgeführt. Neben der Pflege des vorherigen Repertoires kamen wieder Aufführungen zeitgenössischer Künstler hinzu wie etwa 1994 das Requiem von Andrew Lloyd Webber oder 1997 das Werk Zeiträume von Tobias Wahren. Auch kamen weniger bekannte Werke wie etwa Mors et Vita von Charles Gounod oder die Messe in e-Moll von Heinrich von Herzogenberg zur Aufführung. Zu den ungewöhnlichen Aufführungen gehörte auch die nur unvollständig erhaltene Markus-Passion von Bach. Anstatt die fehlenden Teile mit anderer Musik von Bach zu vervollständigen, entschied sich Fröschle für die Musik aus dem 1981 komponierten Werk Evangelienmusik von Volker Bräutigam.
Im Januar 2010 übernahm Friedemann Johannes Wieland – ab diesem Zeitpunkt auch Erster Organist und Kantor am Ulmer Münster – die Leitung des Ulmer Oratorienchors. 2014 legte er dieses Amt nieder und wurde im September 2014 von Thomas Kammel abgelöst.
Anlässlich des 125-jährigen Jubiläums der Fertigstellung des Münsterturms wurde bei Marios Joannou Elia eine Komposition für ein am 29. und 30. Mai 2015 aufzuführendes Ulmer Oratorium mit dem Titel Kreuzblume – Eine Turmfantasie mit über 400 Mitwirkenden in Auftrag gegeben, bei dem neben dem Oratorienchor auch noch die Münsterkantorei, die Ulmer Spatzen, die Junge Bläserphilharmonie und zahlreiche Solisten beteiligt werden sollten. Im März 2015 wurde jedoch der Vertrag aufgelöst, da nach Angaben der Stadt Ulm Elia in Verzug gekommen sei und man die „Notbremse [habe] ziehen müssen“.

## Rezeption
Die Aufführungen des Oratorienchors wurden weitgehend mit positiven Kritiken der regionalen Presse bedacht, die das hohe Niveau des Chors bestätigen. Die Presse begrüßte durchweg die Aufführung selten gespielter Oratorien wie etwa das Requiem von Antonín Dvořák zusammen mit der Freien Kammersinfonie Karlsruhe:
Dass ein selten zu hörendes geistliches Werk in Ulm auf großes Interesse stoßen kann, bewies der sehr gute Besuch der Aufführung des Dvorák-Requiems durch den rührigen Oratorienverein in der Pauluskirche. Womit gleichzeitig die außerordentlichen Bemühungen von Sängerinnen und Sängern Belohnung fanden.
Vom prächtigen Lobgesang „Te decet hymnus“ über das flüsternd-klagende „Kyrie eleison“ bis zum gewaltigen „Dies irae“, in dem sich naturalistische Angstrufe in den düsteren Gesang mischen, reihte sich Höhepunkt an Höhepunkt.
Auch schwierig zu singende Stücke wie etwa die Carmina Burana von Carl Orff werden von der Kritik positiv angenommen wie etwa nach der Aufführung zusammen mit der Sinfonietta Tübingen im März 2006:
Schon der großmächtige Eingangschor „O Fortuna“, in mittellateinischer Sprache gehalten, war hinreißend und deutete das hohe Niveau an. Danach erwiesen sich die 25 Abschnitte des Werks mit vielen Chorpartien, Vokal-Soli, Instrumental-Zwischenspielen (Reigen) jeweils als Volltreffer.
Unter dem hoch engagierten zupackenden Dirigat von Kirchenmusikdirektor Friedrich Fröschle wechselten Motorik und rhythmischer Drive mit lyrischen Stellen (Sopran-Soli) ausgewogen miteinander ab, wozu der in Höchstform auflaufende Oratorienchor viel beitrug. Einmal durfte der Chorsopran sogar bis zum hohen C steigen.

## Diskografie (Auswahl)
1990 wurde die erste CD eingespielt mit der Böhmischen Hirtenmette von Jakub Jan Ryba unter der Leitung von Paul Kantschieder, einem Professor und Dirigenten, den der Chor bei einem Auftritt 1987 in Innsbruck kennengelernt hatte. Später wurden einige Live-Aufnahmen bei drrb audio production veröffentlicht:
- Böhmische Hirtenmette von Jakub Jan Ryba: Unter der Leitung von Paul Kantschieder zusammen mit der Mazuska Filharmonia und den Solisten Johanna Rutishauser, Michaela Resch, Eric Leon Holland und Daniel Washington. Antica Classica AC 21019, 1998.
- Missa c-Moll von Wolfgang Amadeus Mozart in der Vervollständigung durch Alois Schmitt: Aufführung vom 25. November 2001 unter der Leitung von Friedrich Fröschle zusammen mit der Württembergischen Philharmonie Reutlingen und den Solisten Monika Meier-Schmid, Carmen Mammoser, Markus Schneider-Francke und Thomas Wittig. Verlag drrb audio production, 2008.
- Elias von Felix Mendelssohn Bartholdy: Aufführung vom 20. Juli 2002 im Ulmer Münster unter der Leitung von Friedrich Fröschle zusammen mit der Münsterkantorei, dem Plzenský Rozhlasový Orchestr und den Solisten Monika Meier-Schmid, Susanne Kraus-Hornung, Berthold Schmid und Thomas Wittig. Verlag drrb audio production, 2008.
- Wie liegt die Stadt so wüst von Rudolf Mauersberger und dem Deutschen Requiem von Brahms: Aufführung vom 17. Dezember 2004 unter der Leitung von Friedrich Fröschle zusammen mit der Münsterkantorei Ulm, den Süddeutschen Kammersolisten und den Solisten Traudl Schmaderer und Thomas Wittig. Verlag drrb audio production, 2008.